# Nicht-Entschuldigung
Eine Nicht-Entschuldigung, auch als Pseudo-Entschuldigung oder oft mit dem Anglizismus-Kofferwort Nonpology bezeichnet, ist eine Erklärung in Form einer Entschuldigung, die keine Reue für das, was getan oder gesagt wurde, zum Ausdruck bringt oder demjenigen, an den sich die Entschuldigung scheinbar richtet, die Schuld zuweist. Sie ist in der Politik und in der Öffentlichkeitsarbeit üblich.
Wenn man z. B. zu jemandem, der sich durch eine Äußerung beleidigt fühlt, sagt: „Es tut mir leid, wenn Sie sich verletzt fühlen.“, ist das keine Entschuldigung. Damit wird nicht zugegeben, dass etwas an den Äußerungen falsch war, und es kann der Eindruck entstehen, dass die Person aus überempfindlichen oder irrationalen Gründen beleidigt war. Eine andere Form der Nicht-Entschuldigung entschuldigt sich nicht direkt bei der verletzten oder beleidigten Partei, sondern ganz allgemein „bei allen, die sich angegriffen fühlen könnten“.
Da bei Nicht-Entschuldigungen keine Verantwortung für Worte oder Taten übernommen wird, können sie als bedeutungsvolle Ausdrucksform zwar ein Bedauern erwecken, aber auch dazu genutzt werden, Vergebung hervorzurufen, ohne eine Schuld einzugestehen.

## Rechtliche Bedeutung

### Vereinigten Staaten von Amerika
Wer eine Nicht-Entschuldigung benutzt, versucht möglicherweise, einen Rechtsstreit zu vermeiden, der aus einem Eingeständnis von Schuld oder Verantwortung resultieren könnte. In vielen Staaten der U.S.A., darunter Massachusetts und Kalifornien, gibt es Gesetze, die verhindern, dass ein Kläger eine Entschuldigung als Beweis für eine Haftung verwenden kann. So kann sich beispielsweise ein Arzt bei einem Patienten für ein schlechtes Ergebnis entschuldigen, ohne befürchten zu müssen, dass die Entschuldigung vor Gericht als Beweis für Fahrlässigkeit gegen ihn verwendet werden kann.

### Kanada
Im November 2008 verabschiedete die Legislative der kanadischen Provinz Alberta eine Änderung des bestehenden Alberta Evidence Act, R.S.A. 2000, c. A-18, die bestimmt, dass sich entschuldigende Parteien vor dem Risiko der rechtlichen Haftung und dem Verlust des Versicherungsschutzes geschützt sind. Abschnitt 26.1 des Gesetzes sieht vor, dass eine Entschuldigung kein ausdrückliches oder stillschweigendes Eingeständnis von Schuld oder Haftung darstellt.

## Beispiele

### „Es wurden Fehler gemacht“
Der Ausdruck „Es wurden Fehler gemacht“ wird häufig als rhetorisches Mittel verwendet, bei dem ein Sprecher einräumt, dass eine Situation schlecht oder unangemessen gehandhabt wurde, aber versucht, durch die Verwendung des Passivs ein direktes Eingeständnis oder eine Anschuldigung der Verantwortung zu vermeiden. Das Eingeständnis von „Fehlern“ wird in einem abstrakten Sinne formuliert, ohne direkten Bezug darauf, wer die Fehler gemacht hat. Eine Aktivkonstruktion wäre etwa so: „Ich habe Fehler gemacht“ oder „Max Mustermann hat Fehler gemacht“. Der Sprecher übernimmt weder die persönliche Verantwortung noch beschuldigt er jemand anderen. Das Wort „Fehler“ impliziert auch keinen Vorsatz.
Die New York Times bezeichnete die Formulierung als „klassisches Washingtoner Sprachkonstrukt“. Der Journalist und Politikberater William Schneider schlug vor, diesen Ausdruck als „entlastende Vergangenheitsform“ zu bezeichnen, und der Kommentator William Safire definierte ihn als „eine passiv-ausweichende Art und Weise, Fehler einzugestehen und gleichzeitig den Sprecher von der Verantwortung dafür zu distanzieren“. Ein Kommentator beim NPR erklärte diesen Ausdruck zum „König der Nicht-Entschuldigungen“. Obwohl der Satz in der Politik vielleicht am bekanntesten ist, wurde er auch in der Wirtschaft, im Sport und in der Unterhaltung verwendet.

### Wenn-Entschuldigung
Die Rechtsanwältin und Expertin für Unternehmensethik Lauren Bloom, Autorin des Buches The Art of the Apology (Die Kunst der Entschuldigung), erwähnt die „Wenn-Entschuldigung“ (engl. Ifpology) als Lieblingsformel von Politikern, mit Sprüchen wie „Ich entschuldige mich, wenn ich jemanden beleidigt habe“. Der US-amerikanische Comedian Harry Shearer prägte den Begriff durch häufige Verwendung in der Rubrik „Die Entschuldigungen der Woche“ seiner Radio-Show Le Show.
Eine der ersten Erwähnungen erfolgte 1992 in der New York Times durch Richard Mooney in seinem Leitartikel „If This Sounds Slippery … – How to Apologize and Admit Nothing“ (Wenn das hier heikel klingt … – Wie man sich entschuldigt und nichts zugibt). Dies bezog sich vor allem auf Senator Bob Packwood: „Nur wegen der Tatsache, dass sich jemand dazu entscheidet, sich angegriffen zu fühlen, tut es ihm leid“. Mooney zitiert weiter Bill Clinton, der über Mario Cuomo sagte: „Wenn die Bemerkungen auf dem Tonband bei irgendjemandem den Eindruck erweckt haben, dass ich entweder Gouverneur Cuomo oder den Italo-Amerikanern gegenüber respektlos war, dann bedauere ich das zutiefst.“ Ein berühmtes Beispiel waren die rassistischen Äußerungen des Golfspielers Fuzzy Zoeller über Tiger Woods. Zoellers Kommentare und seine halbherzige Entschuldigung waren tagelang in den Nachrichten und führten dazu, dass seine Werbebeziehung mit Kmart beendet wurde. Laut John Kador in Effective Apology wird eine Entschuldigung zu einer Nicht-Entschuldigung, wenn man ihr das Wort „wenn“ oder einen anderen bedingten Modifikator hinzufügt.
Eine Wenn-Entschuldigung aus dem Jahr 2014 stammt von Don Lemon von CNN, der sagte: „Wenn meine Frage an [Joan Tarshis] irgendjemand als beleidigend empfunden hat, tut es mir leid, denn das war sicherlich nicht meine Absicht.“ Dies bezog sich auf sein Interview mit Joan Tarshis, in dem er mit einer Frage den Vorschlag aufbrachte, in einen Penis zu beißen, könne eine Möglichkeit sein, oralen sexuellen Übergriffen zu entgehen.
Am 16. September 2015 benutzte Matt Damon laut der amerikanischen Nachrichten- und Meinungswebseite Salon eine „Nicht-Entschuldigung“ mit den Worten: „Es tut mir leid, dass [meine Kommentare] einige Leute beleidigt haben, aber ich bin zumindest froh, dass sie eine Diskussion über die Diversität in Hollywood ausgelöst haben.“ Dies bezog sich auf die Gegenreaktion auf Damon, der am 13. September 2015 bei der Premiere der HBO-Serie Project Greenlight gegenüber der afroamerikanischen Filmproduzentin Effie T. Brown Bemerkungen über die Diversität gemacht hatte, die als herablassend kritisiert wurden.

### Andere Versionen
Am 24. Juli 1991 berichtete die New York Times, dass der australische Außenminister Gareth Evans dem malaysischen Premierminister angeboten hat, „was man am besten als eine Nicht-Entschuldigung bezeichnen könnte“. Dies geschah in Bezug auf was die malaysische Regierung als beleidigende Darstellung Malaysias in der australischen Fernsehserie Embassy ansah. Vor Journalisten sagte Evans, er habe „Fehler anerkennen wollen, wo eine solche Anerkennung angemessen ist“.
Im Juli 2020 wies die Abgeordnete Alexandria Ocasio-Cortez im US-Repräsentantenhaus eine von ihr so bezeichnete Nicht-Entschuldigung des Abgeordneten Ted Yoho zurück, der sie als „fucking bitch“ (verdammte Schlampe) bezeichnet hatte. Nach Bekanntwerden der Geschichte hatte sich Yoho für die „schroffe Art und Weise des Gesprächs“, das er mit ihr geführt hatte, entschuldigt, hatte aber bestritten, diese Worte benutzt zu haben.

### Sarkastische Beispiele
Der Humorist Bruce McCall definierte den Begriff in einem Artikel der New York Times aus dem Jahr 2001 mit dem Titel „The Perfect Non-apology Apology“ (Die perfekte Nicht-Entschuldigung) als „ausreichend hinterlistige Doppelzüngigkeit“, die es einem ermöglicht, „zu bekommen, was man will, indem man scheinbar Bedauern ausdrückt, aber in Wirklichkeit keine Schuld anerkennt“, und schlug einige ironische Entschuldigungen vor, wie zum Beispiel:

„Niemand bedauert mehr als ich, dass der Polizeibeamte seine wertvolle Zeit damit verbringen musste, einen Strafzettel für mein Auto auszustellen. Auch wenn ich aus meiner persönlichen Sicht mit Sicherheit weiß, dass der Zähler noch nicht abgelaufen war, akzeptieren Sie bitte mein tiefes Bedauern über diesen unglücklichen Vorfall.“

## Als Taktik
Typologien der Entschuldigung stellen mehrere Umstände und Grade von Bedauern, Reue und Bußfertigkeit fest und dass der Erfolg anhand des Ergebnisses einer Entschuldigung und nicht anhand des Grades der Buße gemessen werden sollte. Die Rechtswissenschaftlerin Deborah Levi bietet die folgenden Möglichkeiten an:
- Taktische Entschuldigung: wenn eine Person, die eines Fehlverhaltens beschuldigt wird, eine Entschuldigung anbietet, die rhetorisch und strategisch ist und nicht unbedingt von Herzen kommt
- Erklärungs-Entschuldigung: wenn eine Person, die eines Fehlverhaltens beschuldigt wird, eine Entschuldigung anbietet, bei der es sich lediglich um gespieltes Bedauern handelt, um einen Vorwurf eines Fehlverhaltens zurückzuweisen. Sie kann sogar dazu verwendet werden, die Handlungen des Beschuldigten zu verteidigen.
- Formalistische Entschuldigung: wenn eine Person, die eines Fehlverhaltens beschuldigt wird, eine Entschuldigung anbietet, nachdem sie von einer Autoritätsperson, die auch die Person sein kann, die das Fehlverhalten erlitten hat, dazu ermahnt wurde.
- Happy-End-Entschuldigung: wenn eine Person, die eines Fehlverhaltens beschuldigt wird, die Verantwortung für das Fehlverhalten vollständig anerkennt und aufrichtig bereut

Obwohl die Nicht-Entschuldigung eindeutig ungeeignet für Situationen ist, in denen ein Ausdruck von Reue, Bußfertigkeit und zukünftiger Veränderung offensichtlich wünschenswert ist (z. B. die Happy-End-Entschuldigung), kann sie sich in anderen Situationen als äußerst nützlich erweisen. Dies trifft etwa bei Entschuldigungen aus Höflichkeit zu, wenn wenig getan werden kann, um das offensichtliche Vergehen zu mildern oder seine Wiederholung zu verhindern, wie zum Beispiel eine Fluggesellschaft, die sich für eine Verspätung entschuldigt, im vollen Bewusstsein, dass eine zukünftige Wiederholung unvermeidlich ist. Solche taktischen Entschuldigungen können bereits durch die Bestätigung der Emotionen der beleidigten Partei positive Auswirkungen haben: Sie erfüllen das menschliche Grundbedürfnis, unangenehme Emotionen zu erkennen und als wichtig anzuerkennen, und bewahrt gleichzeitig den offensichtlichen Ankläger vor dem Ausdruck von Reue für die Form der Anklage. Verhandlungsführer wenden diese Taktik häufig an, um angespannte Situationen zu beruhigen: „Eine Entschuldigung kann Emotionen effektiv entschärfen, selbst wenn Sie die persönliche Verantwortung für die Handlung nicht anerkennen oder eine Schadensabsicht eingestehen. Eine Entschuldigung kann eine der kostengünstigsten und lohnendsten Investitionen sein, die Sie tätigen können.“